# Доступні ліки
Програма реімбурсації «Доступні ліки» (більш відома як «Доступні ліки») — державна програма, яка спрямована на зменшення витрат з кишені пацієнтів, таким чином підвищуючи їх фінансовий захист. До програми входять лікарські засоби, які застосовуються для лікування та профілактики захворювань серцево-судинної системи, діабету ІІ типу та бронхіальної астми. Ці стани добре лікуються на амбулаторному рівні. А ліки, що застосовуються при цих станах, є найбільш поширеними та їх потребує значна кількість пацієнтів.
За програмою, пацієнти мають змогу отримати ліки за електронним рецептом безоплатно чи з незначною доплатою у будь-якій аптеці, яка уклала договір про реімбурсацію з Національною службою здоров'я України. Виключенням є ліки для лікування ревматичних хвороб, вартість яких пацієнти сплачують повністю.
Програма розпочалася 1 квітня 2017 року. Через 2 роки, у квітні 2019 року, програма «Доступні ліки» змінила правила та перейшла повністю на електронний формат роботи.

## Загальна інформація
У квітні 2019 року, програма реімбурсації зазнала кардинальних змін і станом на сьогодні функціонує наступним чином.
Пацієнт отримує електронний рецепт у свого сімейного лікаря — спеціальний код надсилається у вигляді смс на мобільний телефон. Пацієнт звертається до аптеки і називає цей код. Працівник аптеки знаходить цей рецепт в електронній базі даних і пропонує на вибір наявні торгові назви призначених лікарських засобів — без доплати чи з невеликою доплатою. Пацієнт обирає лікарський засіб, здійснює, або ні, доплату відповідно до обраної торгової назви, отримує ліки і чек. Інформація про відпущені ліки заноситься в базу даних.
Кожні два тижні аптека отримує автоматично сформований в електронній системі звіт з переліком відпущених ліків, накладає на нього електронний підпис і через кілька днів отримує відшкодування від НСЗУ за договором про реімбурсацію. Договір між аптекою та НСЗУ укладається в електронній формі.
За даними НСЗУ:
-      Кожна третя аптека в Україні відпускає ліки за програмою реімбурсації.
-      В середньому, щодня виписується 40 тисяч електронних рецептів, з яких більше половини використовуються для отримання ліків того ж дня, а кожен п'ятий — у першу годину після виписування.
-      Програмою вже скористалися більше 2 млн пацієнтів, щодня близько двох тисяч пацієнтів вперше отримують електронний рецепт за програмою «Доступні ліки».
-      Щомісяця НСЗУ відшкодовує аптекам до 80 млн грн., з яких 16 % аптеки отримують за ліки, відпущені в сільські місцевості.
Тепер за урядовою програмою  «Доступні ліки» можна отримати тільки за електронним рецептом, виписаним сімейними лікарями, терапевтами та педіатрами через електронну систему охорони здоров'я. [Архівовано 16 листопада 2021 у Wayback Machine.]

## Передумови впровадження програми
У 2017 році сукупні витрати на лікарські засоби в Україні сягнули 70 млрд грн. Обсяг ринку становить 1 млрд. 200 млн упаковок, споживання яких в амбулаторному секторі складає близько 90 %. При цьому, переважна більшість витрат на таке споживання здійснюється за рахунок власних коштів пацієнтів. З усіх приватних витрат на охорону здоров'я, витрати на ліки складають 57 %, причому для найбідніших домогосподарств цей показник сягає 70 %. Таким чином, витрати на ліки є одним з основних причин виникнення фінансових труднощів внаслідок понесених витрат на охорону здоров'я.
В таких умовах було започатковано урядову програму «Доступні ліки», як складову частину реформи системи охорони здоров'я, розпочатої у 2016 році.
Це була не перша спроба запровадити реімбурсацію ліків в Україні. У 2012—2013 роках Міністерство охорони здоров'я започаткувало пілотну програму відшкодування вартості лікарських засобів для контролю артеріального тиску. Час показав, що ця програма мала як переваги так і суттєві недоліки. Зрештою, фінансування пілотної програми було припинено. Вона залишила по собі борги місцевих бюджетів перед аптеками, а також цінний досвід, який був врахований при впровадженні програми «Доступні ліки».
Також існує окрема програма реімбурсації інсулінів, яка в нинішньому вигляді працює від 2017 року, та невдовзі також перейде в адміністрування до НСЗУ. Ця програма працюватиме за дещо іншими правилами, проте основна задача залишиться незмінною — забезпечення доступності ліків для пацієнтів.
Крім того, існують окремі програми відшкодування вартості ліків, які фінансуються з місцевих бюджетів. Проте, їх вплив за загальний рівень доступності є незначним, а способи адміністрування — сумнівними з точки зору забезпечення принципів універсального охоплення.

## Ліки в програмі реімбурсації

### Принципи та підходи до формування переліку ліків
Перелік лікарських засобів, які підлягають реімбурсації, було сформовано як єдиний позитивний перелік, виходячи з таких принципів:
1. Список формується з міжнародних непатентованих назв, які включені до Національного переліку основних лікарських засобів.
2. Реімбурсації підлягають лікарські засоби для лікування захворювань, які є найбільш поширеними в Україні, та лікування яких на амбулаторному рівні дає найкращий результат, а саме: серцево-судинні захворювання, діабет ІІ типу, астма.
3. До списку включаються ліки, щодо яких є можливим проведення зовнішнього реферування ціни.
4. Реєстр торгових назв ліків, які підлягають реімбурсації, формується на основі цього переліку відповідно до результатів процедур ціноутворення.

### Програма «Доступні ліки»: список препаратів
На 2023 рік на реімбурсацію лікарських засобів передбачено 4,7 млн грн.
До оновленого  реєстру «Доступних ліків» увійшли:
- 411 лікарських засобів;
- 72 препарати інсуліну;
- 9 комбінованих лікарських засобів,
- 23 медвироби (тест-смужки)

Щоб отримати безоплатні імуносупресанти, пацієнти в посттрансплантаційному періоді мають звернутися до трасплант-координаторів у трансплантаційних центрах, які й оформлять призначення лікарських засобів і рецепти за програмою реімбурсації. Ліки за такими рецептами видають в аптеках, які уклали договір із НСЗУ.
Перелік лікарських засобів, які підлягають реімбурсації, складається лікарських засобів, що застосовуються при:
- серцево-судинних захворюваннях;
- цукровому діабеті;
- нецукровому діабеті;
- хронічних хворобах нижніх дихальних шляхів;
- розладах психіки та поведінки, епілепсії;
- хворобі Паркінсона;
- потребі в імуносупресії.

Реєстр містить інформацію про:
- міжнародну непатентовану назву (МНН) лікарського засобу
- торгівельну назву
- форму випуску
- дозування
- кількість одиниць у споживчій упаковці
- код АТХ
- найменування виробника, країни
- номер реєстраційного посвідчення на лікарський засіб
- дату закінчення строку дії реєстраційного посвідчення на лікарський засіб
- оптово-відпускну ціну за упаковку
- роздрібну ціну за упаковку
- добову дозу лікарського засобу, рекомендовану ВООЗ
- розмір реімбурсації добової дози лікарського засобу
- розмір реімбурсації за упаковку лікарського засобу
- суму доплати за упаковку

Реєстр за наказом МОЗ «Про затвердження Переліків лікарських засобів і медичних виробів, які підлягають реімбурсації за програмою державних гарантій медичного обслуговування населення, станом на 10 серпня 2023 року» від 21.08.2023 № 1495 містить розділи:
І. Лікарські засоби, крім препаратів інсуліну та комбінованих лікарських засобів
Розділ містить 411 позицій лікарських засобів вітчизняного та іноземного виробництва, з яких 139 найменування будуть відпущені пацієнтам безкоштовно, інші з невеликою доплатою.
Це препарати для лікування:
- серцево-судинних та цереброваскулярних захворювань;
- цукрового діабету ІІ типу;
- нецукрового діабету;
- хронічних хвороб дихальних шляхів
- розладів психіки та поведінки, епілепсії;
- хвороби Паркінсона;
- знеболювальні лікарські засоби для паліативних пацієнтів.

ІІ. Препарати інсуліну
Розділ включає 72 позицій препарату інсуліну у різному дозуванні, формі випуску та представлений досить широким спектром виробників.
Це і Україна, Індія, Данія, Франція, Німеччина, Польща, Бразилія та Китай.
Переважна більшість препаратів инсуліну — 45 позицій буде відпущена безоплатно, за деякі позиції потрібно буде доплатити. 
ІІІ. Комбіновані лікарські засоби
9 комбінованих лікарських засобів включених до переліку, застосовуються при хронічних хворобах нижніх дихальних шляхів, з яких 8підлягають повному відшкодуванню державою.
Виробники безкоштовних інгаляторів Швеція та Фінляндія.
Вперше до програми реімбурсації увійшли медичні вироби, а саме, тест-смужки для глюкометрів.
Перелік медичних виробів містить 23 позиції — 2 відшкодовуються повністю.
Серед виробників тест-смужокТайвань, Німеччина, Швейцарія, Корея, Австрія.

## Доступні ліки: діючі речовини
І. Лікарські засоби, крім препаратів інсуліну
1. Аміодарон
2. Амітриптилін
3. Амлодипін
4. Атенолол
5. Ацетилсаліцилова кислота
6. Беклометазон
7. Біпериден
8. Бісопролол
9. Будесонід
10. Валганцикловір
11. Вальпроєва кислота
12. Варфарин
13. Верапаміл
14. Галоперидод
15. Гідрохлортіазид
16. Глібенкламід
17. Гліклазид
18. Десмопресин
19. Дигоксин
20. Еналаприл
21. Іпратропію бромід
22. Карбамазепін
23. Карведілол
24. Клозапін
25. Клопідогрель
26. Ламотриджин
27. Леводопа + Карбідопа
28. Лозартан
29. Метопролол
30. Метформін
31. Мікофенолова кислота та її солі
32. Морфін
33. Нітрогліцерин
34. Ніфедипін
35. Рисперидон
36. Сальбутамол
37. Симвастатин
38. Спіронолактон
39. Такролімус
40. Тіотропію бромід
41. Фенітоїн
42. Флуоксетин
43. Фуросемід
44. Циклоспорин

ІІ. Препарати інсуліну
1. Інсулін людини
2. Інсулін аспарт
3. Інсулін глюлізин
4. Інсулін деглюдек та інсулін аспарт
5. Інсулін деглюдек
6. Інсулін гларгін
7. Інсулін детемір
8. Інсулін гларгін та ліксисенатид
9. Інсулін деглюдек та ліраглутид

ІІІ. Комбіновані лікарські засоби
1. 1. Сальметерол + Флютиказон
  2. Будесонід + Формотерол

## Механізми ціноутворення програми
Використані такі механізми ціноутворення:
- встановлення зниженої ставки ПДВ для ліків (7 %)[12],
- обмеження оптових та роздрібних надбавок (10 % та 15 % відповідно)[13],
- та визначення ціни відшкодування, яка фіксується двічі на рік та відбувається з використанням механізмів зовнішнього реферування та редукціону[14]:

1) зовнішнє реферування — порівняння ціни за рекомендовану добову дозу лікарського засобу у п'яти країнах (Польща, Словаччина, Чехія, Латвія, Угорщина). Медіана цих цін визначає верхню межу для допуску конкретної торгової назви лікарського засобу до програми реімбурсації;
2)   редукціон — визначення мінімальної ціни рекомендованої добової дози лікарського засобу, яка становить ціну повного відшкодування (тобто пацієнт нічого не доплачує), а також розмірів доплат (тобто різниці між запропонованою ціною та ціною повного відшкодування, яку пацієнт має доплатити при відмові від безоплатного варіанту). Редукціон проходить в два етапи і дає можливість учасникам ринку знижувати ціну після першого раунду.

## Реалізація програми
Розроблення змін до програми реімбурсації почалося у другій половині 2018 року. На той час стали очевидними недоліки в дизайні програми, і був накопичений достатній досвід для реалізації змін. Вікно можливостей для цих змін було відкритим: з однієї сторони, програма мала політичну підтримку міністерства та Уряду, з іншої — була нагода скористатися іншими досягненнями реформи, а саме: створенням НСЗУ та запуском електронної системи охорони здоров'я.
Була розроблена політика реімбурсації — неофіційний, проте дуже важливий документ, до обговорення якого були залучені ключові стейкхолдери. Після узгодження політики були описані ключові верхньорівневі процеси — укладення договору про реімбурсацію та функціонування електронного рецепту. На їх основі були розроблені зміни до законодавства та створено необхідний функціонал в електронній системі охорони здоров'я.
Основні зміни, які були здійснені для вдосконалення програми, стосувалися всіх аспектів, окрім принципів формування переліку ліків, що підлягають реімбурсації, та ціноутворення.
|                     | до 1 квітня 2019 року перший етап | після 1 квітня 2019 року другий етап |
| ------------------- | --- | --- |
| Фінансування        | Субвенція з центрального бюджету місцевим бюджетам, розпорядники яких, або визначені ними лікарні, укладають паперові договори з аптеками на основі примірної форми договору з суттєвими варіаціями на місцях. | Централізований бюджет в НСЗУ, яка укладає договори з аптеками в електронній формі за конкурентною процедурою на основі типової форми договору.                     |
| Організація доступу | Паперові рецепти в комунальних закладах охорони здоров'я, неформальні ліміти на виписування рецептів та відпуск ліків, отримати ліки можна лише за місцем реєстрації.                                          | Електронні рецепти у свого сімейного лікаря, відсутність лімітів на виписування, отримати ліки можна в будь-якій аптеці, що бере участь в програмі.                 |
| Адміністрування     | Децентралізовано, паперові звіти, затримки відшкодування, ненадійна паперова статистика, відсутність запобіжників для уникнення технічних помилок та протидії шахрайству.                                      | Централізовано, електронні звіти, оперативне відшкодування, надійні дані в електронній системі охорони здоров'я, система протидії технічним помилкам та шахрайству. |

### Результати першого етапу
За оцінкою ВООЗ, перші два роки впровадження програми показали хороші результати:
1. швидке розгортання програми в усіх регіонах
2. для ліків, що були включені до програми: збільшилася частка реалізації, знизилася ціна, зросла частота призначення;
3. для окремих груп пацієнтів програма дала можливість почати лікування, на яке в іншому випадку у них не вистачило би власних коштів.

Водночас у програми були недоліки, основними з яких можна вважати такі:
1. Фрагментація бюджету програми та неможливість точного розрахунку квоти за субвенцією з подальшим недо- чи перевикористанням коштів; для вирівнювання цих невідповідностей необхідно було пройти тривалу бюрократичну процедуру перерозподілу коштів між місцевими бюджетами[20].
2. Як наслідок — нерівномірність доступу пацієнтів до програми, прив'язка до місця реєстрації і неможливість отримати ліки за рецептом деінде, а також недоступність програми для приватних надавачів медичних послуг[21].
3. Ще один наслідок фрагментації — одна аптечна мережа могла мати десятки договорів, укладених з різними розпорядникам місцевих бюджетів, що підвищувало операційні витрати таких аптек.
4. Нерівномірність доступу аптек до участі в програмі, часто — внаслідок локального протекціонізму та неформальним зв'язкам представників місцевої влади та власників аптек.
5. Затримки з виплатами аптекам — період відшкодування міг бути значно більшим, ніж це було нормативно визначено, і міг становити до 6-8 тижнів. В окремих випадках аптеки домагалися оплати через суд. Така ситуація відвертала аптеки, особливо невеликі, від участі в програмі[22].
6. Недостатньо надійна система контролю та звітності на основі паперових даних, обмежувала можливості для аналізу та створювала основу для різного роду маніпуляцій. Так, зокрема, кількість залучених аптек, про які звітували органи місцевої влади та фактична кількість аптек, які відпускали ліки, значно відрізнялася[23].

### Результати другого етапу
Внесені зміни були націлені на усунення згаданих раніше недоліків та дозволили досягти таких результатів:
1. Перехід з субвенції на фінансування через єдиного платника дозволило уникнути фрагментації бюджетних коштів та відповідних негативних наслідків — неадекватного розподілу бюджетних коштів між регіонами та процедури перерозподілу коштів між бюджетами[24].
2. Укладення договорів між НСЗУ та аптеками в електронному вигляді за прозорою процедурою підвищило доступ аптек до програми, що стало важливим фактором збільшення географічного охоплення програмою та її наближення до пацієнтів[25][24].
3. Надавачі медичної допомоги приватної форми власності отримали можливість виписувати рецепти нарівні з комунальними закладами — адже спеціальні паперові бланки з печатками та погодження від місцевих адміністрацій вже не були потрібні[26].
4. Оскільки всі електронні рецепти зберігаються в електронній базі даних, і оскільки бюджет програми централізовано, будь-який електронний рецепт може бути використаний для отримання ліків у будь-якій аптеці, що бере участь у програмі[27].
5. Зменшилося бюрократичне навантаження на аптеки, оскільки: вони тепер мають один договір з НСЗУ, укладений в електронній формі; звіти формуються в системі автоматично, відповідно до внесеної інформації про відпущені ліки за електронними рецептами[28].
6. Статистична інформація високого рівня достовірності тепер зберігається централізовано та надійно захищена. Це дозволяє значно зменшити кількість технічних помилок (в електронному вигляді «почерк» будь-якого лікаря зрозумілий), вчасно ідентифікувати недобросовісну поведінку, здійснювати необхідний аналіз даних для відстеження закономірностей у наданні послуг та отримувати точні прогнози щодо рівнів споживання.
7. На основі аналізу даних про впровадження програми у новому форматі та завдяки можливості забезпечити і проконтролювати цільове використання коштів, обсяг фінансування програми було збільшено — з 1 млрд грн. у 2018 та 2019 роках до 2,1 млрд грн. у 2020 році[29].

## Нагороди
Державно-приватне партнерство, що було побудоване в рамках програми реімбурсації «Доступні ліки» та впровадження електронних інструментів у неї, було визнано на міжнародному рівні та обрано фіналістом міжнародного конкурсу 3Р Impact. Програма була відібрана у п'ятірку найкращих державно-приватних партнерств у 2020 році.

## Електронні дані
Впровадження електронних інструментів в програму реімбурсації дозволило отримувати достовірну інформацію про поточний стан реалізації програми в режимі реального часу.
У відкритому доступі розміщено інформацію на зручних дешбордах, які не потребують спеціальних інструментів для отримання необхідної інформації. Для більш глибшого аналізу та машинної обробки даних доступна можливість до завантаження їх у вигляді таблиць на Єдиному державному порталі відкритих даних.
Електронна карта аптек-учасниць програми реімбурсації лікарських засобів «Доступні ліки» [Архівовано 27 листопада 2021 у Wayback Machine.]
Дашборд допомагає знайти аптеку, в якій можна отримати ліки за електронним рецептом за програмою реімбурсації «Доступні ліки» та загальну інформацію про аптеку.
Аналіз покриття аптеками-учасницями програми реімбурсації лікарських засобів «Доступні ліки» мережі первинної медичної допомоги [Архівовано 26 січня 2021 у Wayback Machine.]
Дашборд яскраво та детально відображає взаємодію закладів з надання ПМД та аптечних закладів, що є учасниками програми реімбурсації «Доступні ліки», наочно показує щільність покриття аптеками мережі ПМД та доступність «Доступних ліків» в залежності від регіону, району, форми власності закладів тощо.
Електронні рецепти на лікарські засоби за програмою реімбурсації: виписування та відпуск [Архівовано 9 лютого 2021 у Wayback Machine.]
З допомогою цього дашборду можна отримати інформацію про кількість виписаних та погашених електронних рецептів, кількість пацієнтів, які отримали «Доступні ліки» та динаміку залучення нових пацієнтів до програми реімбурсації «Доступні ліки».
Деталізація виписаних електронних рецептів за програмою реімбурсації «Доступні ліки» [Архівовано 5 березня 2021 у Wayback Machine.]
Дашборд містить деталізацію виписаних електронних рецептів за категоріями захворювань і лікарськими засобами та інформацію про виписані електронні рецепти та вік, стать пацієнтів на рівні кожного закладу первинної допомоги по всій Україні, в розрізі областей, населених пунктів та закладів ПМД.
Деталізація відпущених лікарських засобів за програмою реімбурсації «Доступні ліки» [Архівовано 15 січня 2021 у Wayback Machine.]
На дашборді "Деталізація відпущених лікарських засобів за програмою реімбурсації «Доступні ліки» на чотирьох сторінках розміщено актуальну інформацію щодо лікарських засобів, які були відпущені за е-рецептами — регіони, виробники, розміру відшкодування, груп захворювань, динаміка зміни цих показників та їх приросту, а також аналіз реєстрів лікарських засобів, які підлягають реімбурсації.
На кожній з трьох сторінок ліворуч вгорі розташовано фільтр, що прискорює пошук потрібної інформації. За допомогою цього інструменту легко обрати виробника, МНН, торгову назву лікарського засобу, область, звітну дату та інше. Також вгорі кожної сторінки міститься загальна інформація про кількість груп захворювання, на які розповсюджується дія програми «Доступні ліки», кількість МНН, виробників та лікарських засобів, які включено до програми реімбурсації, а також кількість погашених е-рецептів, упаковок і добових доз, розмір відшкодування за відпущені рецепти.
Оплати аптечним закладам за договорами про реімбурсацію з НСЗУ [Архівовано 27 січня 2021 у Wayback Machine.]
Містить інформацію щодо сум виплат аптечним закладам-учасникам урядової програми реімбурсації «Доступні ліки».